# Nick Firestone
Nick Firestone (Phoenix, Arizona, 31 de Março de 1966) é um ex-automobilista norte-americano.